# Streltsov
Pour plus de détails, voir Fiche technique et Distribution.
Streltsov (Стрельцов) est un film russe réalisé par Ilia Outchitel, sorti en 2020.
Il est consacré au footballeur soviétique Eduard Streltsov.

## Fiche technique
- Titre original : Стрельцов
- Titre français : Streltsov
- Réalisation : Ilia Outchitel
- Scénario : Konstantin Chelidze
- Photographie : Morad Abdel-Fattakh
- Musique : Savva Rozanov
- Pays d'origine : Russie
- Format : Couleurs - 35 mm
- Genre : biographie, drame
- Durée : 100 minutes
- Date de sortie :
  -  Russie : 24 septembre 2020

## Distribution
- Alexander Petrov : Eduard Streltsov
- Stasia Miloslavskaya : Alla Streltsova, la femme d'Eduard Streltsov
- Alexandre Yatsenko : Youri Postnikov
- Vitali Khaev : Viktor Maslov

## Distinctions

### Nominations
- 19e cérémonie des Aigles d'or : meilleur film, meilleur acteur, meilleure actrice, meilleur acteur dans un second rôle et meilleur musique

## Accueil

### Box-office
Il est le quinzième film au box-office russe en 2020.